# Lavinia Mazzucchetti
Lavinia Mazzucchetti (Milano, 6 luglio 1889 – Milano, 28 giugno 1965) è stata una germanista, critica letteraria e traduttrice italiana naturalizzata svizzera.

## Biografia
Docente universitaria di lingua e letteratura tedesca, fu esclusa dall'insegnamento perché antifascista. Fu molto attiva nella divulgazione letteraria su giornali e riviste. Tradusse numerosi autori tedeschi e in particolare curò le Opere di Goethe per Sansoni e le Opere Complete di Thomas Mann per Arnoldo Mondadori Editore.

## Opere

### Manuali e saggi
- 1911 Correzioni ed aggiunte alla bibliografia schilleriana
- 1912 Ugo e Parisina nella cantica giovanile di Giacomo Leopardi
- 1913 Schiller in Italia, Hoepli,
- 1919 A. W. Schlegel und die italiänische Literatur, Rascher, Zurigo
- 1926 Il nuovo secolo della letteratura tedesca, Zanichelli
- 1932 La vita di Goethe seguita nell'epistolario, Sperling & Kupfer
- 1933 G. W. Goethe-Egmond, Sansoni
- 1939 Goethe e il Cenacolo di Leonardo, Sansoni
- 1943 L'Italia e la Svizzera: relazioni culturali nel Settecento e nell'Ottocento con Adelaide Lohner, in tedesco Die Schweiz und Italien, Hoepli
- 1948 Un tedesco sano e normale in Il Ponte, Firenze
- 1948 S. Friedmann, Trevisini
- 1958 Elementi di lingua tedesca
- 1959 Novecento in Germania
- 1966 Cronache e saggi a cura di Eva e Luigi Rognoni

### Traduzioni
- 1917 Benjamin Constant, Adolfo
- 1922 Otto von Bismarck, Pensieri e ricordi (1863-1891)
- 1922 Girolamo Cardano, L'autobiografia
- 1926 Nibelungenlied, I Nibelungi: episodi scelti e collegati
- 1927 Emil Ludwig, Guglielmo II
- 1929 Emil Ludwig, Bismarck: Storia di un lottatore
- 1929 Emil Ludwig, Napoleone
- 1929 Thomas Mann, Disordine e dolore precoce, Cane e padrone, Sperling & Kupfer
- 1929 Wilhelm Speyer, La crociata dei Gatti
- 1930 Stefan Zweig,  Fouché: il genio tenebroso
- 1931 Erich Kästner, Emilio e i detectives, Bompiani
- 1931 Emil Alphons Rheinhardt, Eleonora Duse, Arnoldo Mondadori
- 1932 Stefan Zweig, Maria Antonietta - Una vita involontariamente eroica
- 1934 Erich Kästner, La classe volante, Bompiani
- 1934 Friedrich Maximilian Klinger, Tempesta ed assalto
- 1935 Adalbert Stifter, Lo scapolo ed altri racconti
- 1935 Stefan Zweig, Arturo Toscanini
- 1935 Stefan Zweig, Maria Stuarda
- 1936 Bruno Frank, Cervantes: una vita più interessante d'un romanzo
- 1936 Erich Kästner, Emilio e i tre gemelli, Bompiani
- 1936 Joseph Roth, I cento giorni
- 1937 Paul Stefan, Arturo Toscanini
- 1937 Adrienne Thomas, Andreina
- 1938 Stefan Zweig, Magellano
- 1940 Ernst Wiechert, La vita semplice
- 1941 Felix Moeschlin, Il bel Fersen
- 1942 Reinhold Schneider, Las Casas l'apostolo degli Indios
- 1943 Goethe, Stella, Sansoni
- 1945 Fritz Ernst, Pestalozzi: vita e azione
- 1946 Stefan Zweig, Il mondo di ieri. Ricordi di un europeo
- 1947 Vicki Baum, Marion
- 1947 Gottfried Keller, Racconti: [vol.] 1: Gente di Seldwyla
- 1947 Gottfried Keller, Racconti: [vol.] 2: Novelle zurighesi
- 1947 Ernst Wiechert, La selva dei morti: una cronaca
- 1947 Stefan Zweig, Novella degli scacchi
- 1948 Thomas Mann, Carlotta a Weimar
- 1949 Erich Kästner, Carlottina e Carlottina,  Bompiani
- 1950 Stefan Zweig, Erasmo da Rotterdam
- 1953 Thomas Mann, Nobiltà dello spirito
- 1955 Valdemar Jollos, Arte tedesca fra le due guerre
- 1955 Thomas Mann, Carlotta a Weimar, Confessioni del cavaliere d'industria Felix Krull
- 1955 Thomas Mann, Dialogo con Goethe
- 1956 Rainer Maria Rilke, Lettere milanesi
- 1958 Johann Wolfgang Goethe, I dolori del giovane Werther, Le affinità elettive
- 1958 Bruno Walter, Musica e interpretazione
- 1959 Thomas Mann, Una traversata con Don Chisciotte
- 1959 Thomas Mann, Sul matrimonio, Brindisi a Katja
- 1970 Thomas Mann, Tristano, La morte a Venezia
- 1992 Gottfried Keller, Romeo e Giulietta nel villaggio
- 1992 Adalbert Stifter, Un uomo solo